# 鸫科
鸫科（学名：Turdidae），在鸟类全基因组测序分类系统中是雀形目的一个科，而鳥類DNA分類系統則为雀形目中的鹟科的一个亚科，在此以鸟类全基因组测序分类系统為主。
大致分成鴝鳥和較大體形的鶇鳥等，總稱「鶇」；嘴细长而侧扁，翅膀长，善于飞翔，叫得很好听，鸫科的中小型雀形鸟（thrush），包括多种出色的鸣禽，专食水果、蠕虫或昆虫的幼体 。

## 分類
- 鶇屬 Turdus
- 地鶇屬 Zoothera
- 磯鶇屬 Monticola
- 鴝屬 Tarsiger
- 紅尾鴝屬 Phoenicurus
- 水鴝屬 Rhyacornis （併入紅尾鴝屬）
- 溪鴝屬 Chaimarrornis （併入紅尾鴝屬）
- 歌鴝屬 Luscinia
- 鵲鴝屬 Copsychus
- 石屬 Saxicola[1]
- 燕尾屬 Enivurus
- 紫嘯鶇屬 Myiophonus